# 韋斯利希爾斯 (紐約州)
韋斯利希爾斯（英語：Wesley Hills）是位於美國紐約州羅克蘭縣的村。

## 人口
根據2020年美國人口普查的數據，韋斯利希爾斯的面積為8.74平方千米，當中陸地面積為8.68平方千米，而水域面積為0.06平方千米。當地共有人口6116人，而人口密度為每平方千米700人。